# Daihatsu Grand Move
Daihatsu Grand Move — це п'ятидверний універсал, вперше представлений японською компанією Daihatsu в 1997 році, виробництво якого припинилося у 2000. Основні конкуренти — Citroen Berlingo, Mazda Demio і Renault Kangoo.

## Опис
В березні 1997 року Grand Move був запущений за ціною, близькою до Renault Scenic. Але по своїм параметрам не дотягував до моделі, вказаної вище. Тому у жовтні 1998 року здійснився редизайн: 1,5-літровий двигун, потужністю 88 к.с., замінено 1,6-літровим агрегатом, потужність якого стала 90 к.с.; також було введено ряд інших змін, серед яких збільшення довжини автомобіля, встановлення більших гальм та інше.
Daihatsu Grand Move комплектується 1,6-літровим 4-циліндровим бензиновим двигуном з багатоточковим уприскуванням. Крутний момент мотора дорівнює 126/3600 Нм/(об/хв). Максимальна швидкість, яку здатний розвинути автомобіль — 165км / год, а час розгону дорівнює 11,7 с. 1,6-літровий мотор витрачає 10,2л /100 км в місті й 7,2 л/100 км при змішаному циклі. Силовий агрегат працює в парі з 5-ступінчастою МКПП в базовій комплектації і з 4-ступінчастою АКПП в опціональній комплектації. 

## Огляд моделі

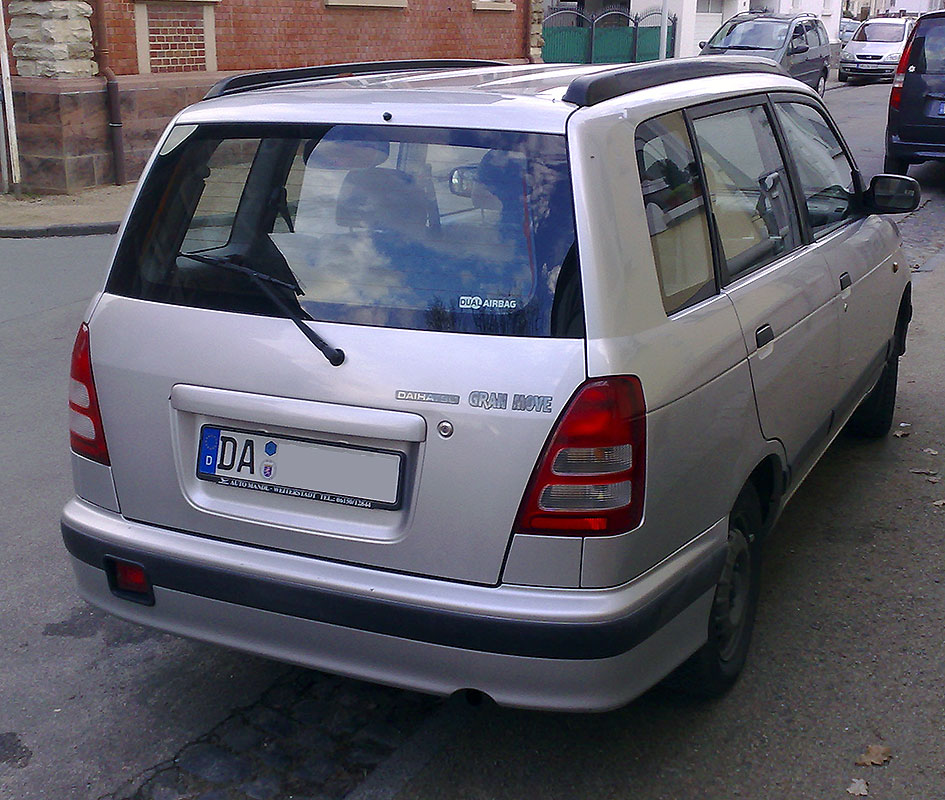
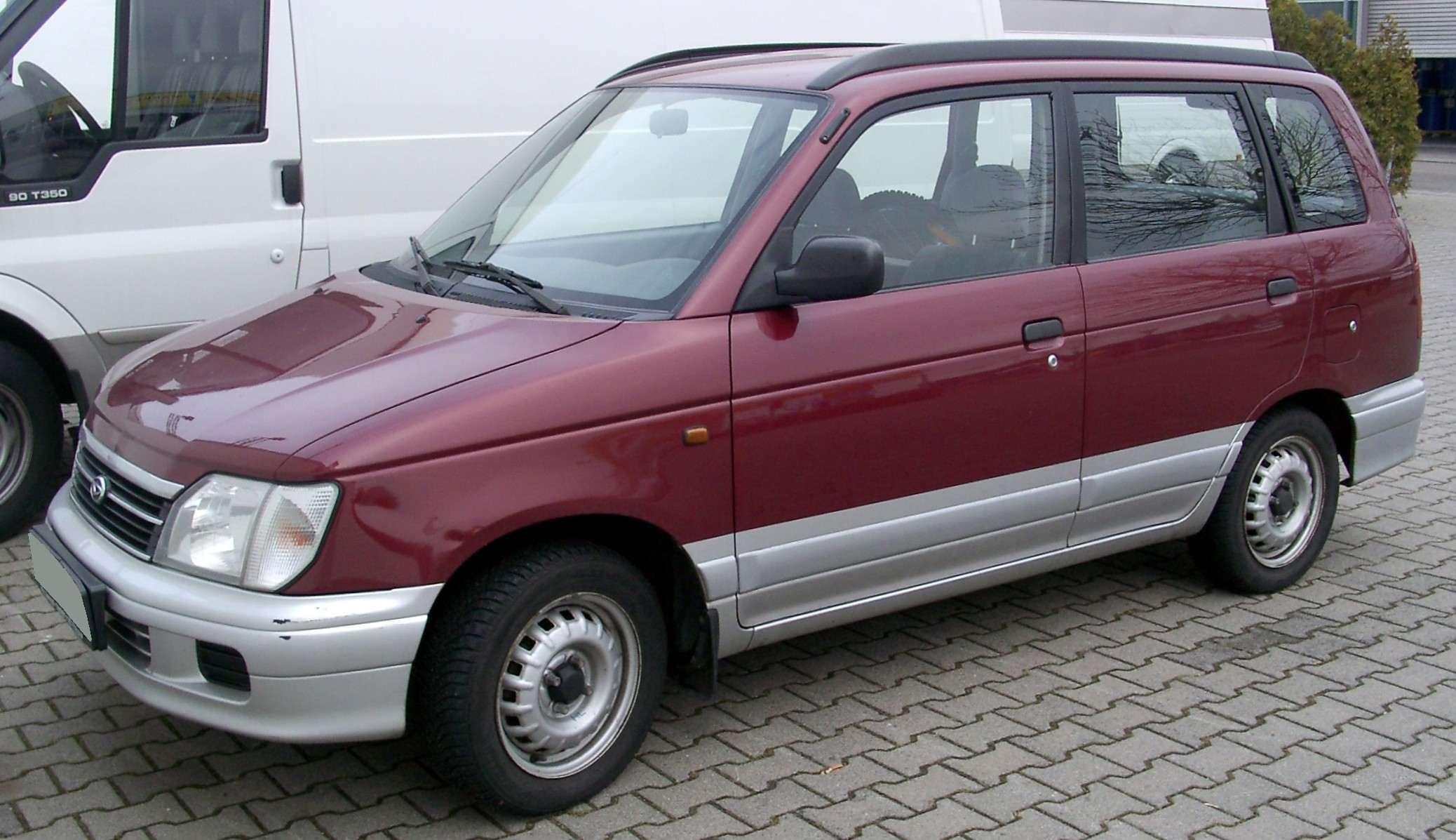
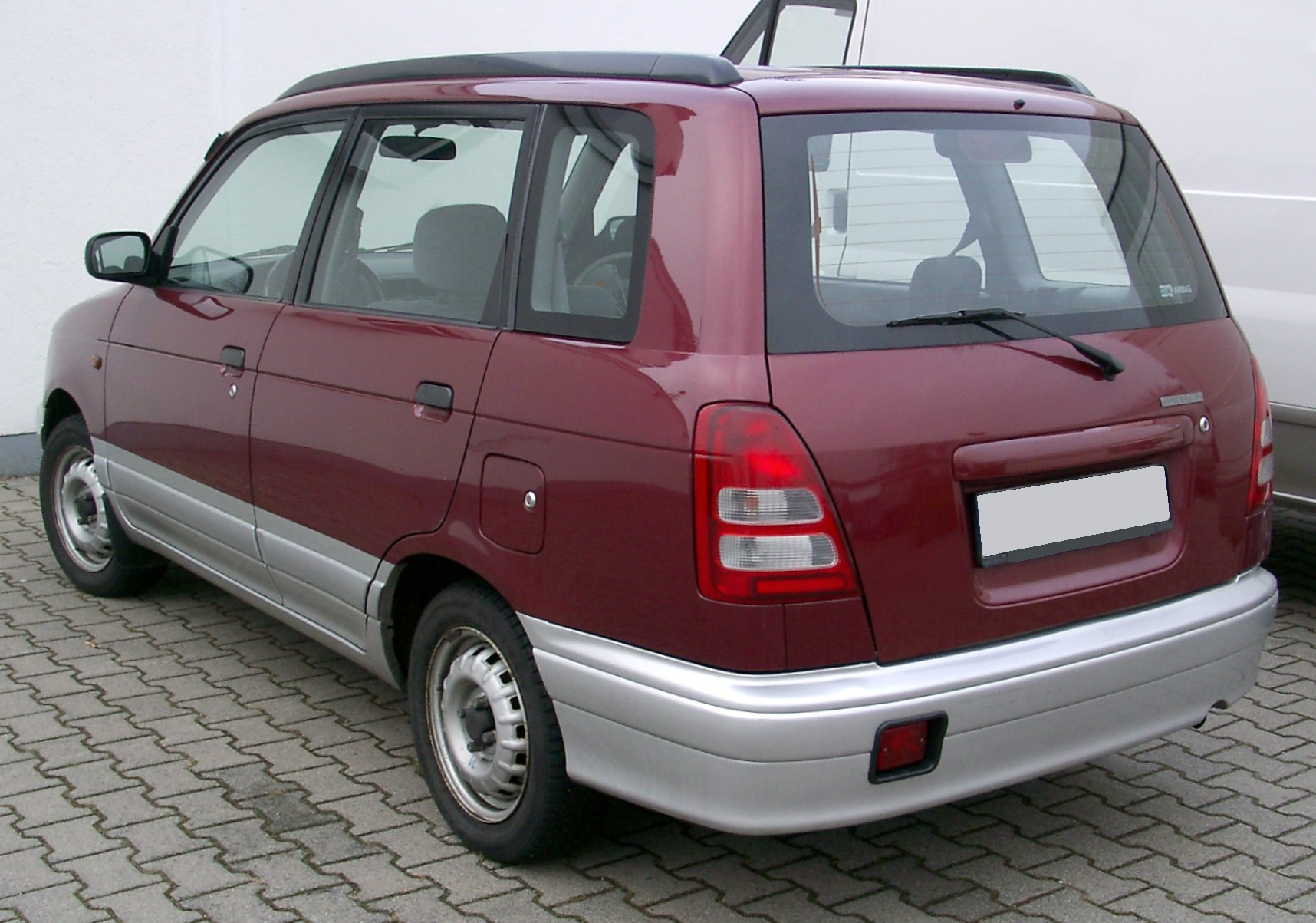